# Lago Torbéyevo
El río Torbéyevo (del ruso: Торбе́ево) o lago Torbéyevskoye (Торбе́евское) — lago del raión de Sérguiev Posad del óblast de Moscú, en las alturas de Moscú, 6 km al este de la ciudad de Sérguiev Posad. Tiene una superficie de 1,5 km² y una profundidad máxima de 5 m. 
Fue formado por una pequeña presa sobre el río Vondiga, que sale del lago. Es un lugar de descanso para los habitantes de la región de Moscú. Cuenta con un centro turístico y un campamento infantil. Es un lago en el que se practica la pesca, ya que el lago está poblado por carasios, acerinas, rutilos, percas y esocidae.